# Wołodymyr Iwanow (siatkarz)
Wołodymyr Tymofijowycz Iwanow (ukr. Володимир Тимофійович Иванов, ur. 10 września 1940 w Homelu) – ukraiński siatkarz, reprezentant Związku Radzieckiego, złoty medalista igrzysk olimpijskich, mistrzostw świata, mistrzostw Europy i pucharu świata, trener.

## Życiorys
Iwanow grał w reprezentacji Związku Radzieckiego w latach 1966–1970. Zdobył brązowy medal podczas mistrzostw świata 1966 w Czechosłowacji. Wystąpił na igrzyskach olimpijskich 1968 w Meksyku. Zagrał wówczas w ośmiu z dziewięciu meczów. Dzięki ośmiu zwycięstwom i jednej porażce reprezentanci ZSRR wygrali turniej. W 1969 zajął 3. miejsce w pucharze świata rozgrywanym w NRD. Tryumfował podczas mistrzostw Europy 1971 we Włoszech.
Był zawodnikiem klubu Łokomotyw Kijów. Zajmował 3. miejsce w mistrzostwach ZSRR w 1966 i w pucharze Związku Radzieckiego w 1969.
W 1968 ukończył Kijowski Państwowy Instytut Kultury Fizycznej. Po zakończeniu kariery sportowej pracował jako trener. Za osiągnięcia sportowe został w 1968 wyróżniony tytułem Zasłużony Mistrz Sportu ZSRR.